# Зюзино (парк)
Зюзино (Зюзино-парк, Зюзинский парк) — парк в одноимённом районе Юго-Западного административного округа Москвы. Открыт в 2014 году на месте бывшего городского сквера в рамках городской программы по озеленению периферийных территорий.

## Местоположение
Парк расположен в жилом районе и ограничен Балаклавским проспектом, улицей Каховка, Большой Юшуньской улицей и проездами вдоль домов. Официальный адрес — улица Каховка, 11, корпус 1. Ближайшие станции метро — «Зюзино», «Каховская» и «Севастопольская».

## История
Изначально, когда шло возведение района, эта территория не была застроена домами из-за подземных коммуникаций и ЛЭП. Кроме того на территории уже находился небольшой пруд и протекал ручей. Во дворе жилых домов между улицами Каховка и Большая Юшуньская был устроен городской сквер, который постепенно стали незаконно застраивать гаражами (многие из которых существуют в южной части парка до сих пор). Работы по благоустройству парковой зоны в Зюзино начались в 2013 году. После визита мэра Москвы Сергея Собянина в сквере были переоборудованы детские и спортивные площадки, установлены скамейки, урны, высажены цветы, появилось наружное освещение. Стены близлежащих домов и технических построек украсили граффити на морскую тематику.
Также в 2013-м было принято решение о возведении в парке православного храма священномученика Вениамина Петроградского на берегу Нижнего Афонинского пруда со стороны Каховки, рассчитанного на 500 человек и включающего в себя воскресную школу, крестильную комнату и служебные помещения. Летом того же года соорудили и освятили временную деревянную церковь святителя Николая Чудотворца. По состоянию на 2018 год, она является действующей, ведётся подготовка к строительству каменного храма.
Основной объём работ по обустройству парка в Зюзино пришёлся на 2014 год. Была заасфальтирована центральная велосипедная дорожка, оборудованы тропинки и лестницы с удобствами для маломобильных граждан. В районе Нижнего Афонинского пруда высадили деревья и кустарники, укрепили береговую линию, построили детские городки и спортивные площадки. Однако, несмотря на проведенные работы, до сих пор часть парка занимает гаражный кооператив.
Официальное открытие парка состоялось 14 августа 2014 года. На церемонии присутствовал мэр Москвы. С 2016 года по выходным дням и в дни православных религиозных праздников в парке начали дежурить пешие казачьи патрули.

## Инфраструктура
Парк является популярным местом отдыха. Более половины его площади занимают зелёные насаждения. Действуют ландшафтная прогулочная зона с искусственным прудом, зоны тихого и активного отдыха, сцена, пляж, три детские площадки, два комплекса уличных тренажёров, футбольное поле (в зимний период — каток), место для рыбалки и площадка для выгула собак.
Администрация района и социальные службы организуют в парке народные гуляния и спортивные соревнования. Так были устроены мероприятия по случаю Дня Победы, города Москвы, семьи, любви и верности. На спортплощадках открыта секция скандинавской ходьбы.